# Dom Julien Garnier
 (mai 2019).
Pour les articles homonymes, voir Garnier.
Dom Julien Garnier est un savant bénédictin, né en 1670 à Connerré (Sarthe) et mort en 1725.
Il fut appelé en 1699 du Mans à Paris pour y préparer une édition de S. Basile et en publia les 2 premiers volumes en 1721 et 1722, in-fol., avec texte grec, trad. latine; le 3e ne put paraître qu'après sa mort, en 1730, par les soins de dom Maran. 

## Source
Cet article comprend des extraits du Dictionnaire Bouillet. Il est possible de supprimer cette indication, si le texte reflète le savoir actuel sur ce thème, si les sources sont citées, s'il satisfait aux exigences linguistiques actuelles et s'il ne contient pas de propos qui vont à l'encontre des règles de neutralité de Wikipédia.